# Cambodia Angkor Air
Cambodia Angkor Air är ett statligt kambodjanskt flygbolag grundat 2009. Huvudkontoret är i Phnom Penh. Detta är Flagcarrier Kambodja. Detta är ett samriskföretag mellan kambodjanska regeringen 51%) och Vietnam Airlines (49%). Bolaget flyger till 3 destinationer utanför Kambodja. Flygbolaget flög bland annat  2 ATR 72-500, 1 Airbus A321.

## Destinationer
- Kambodja

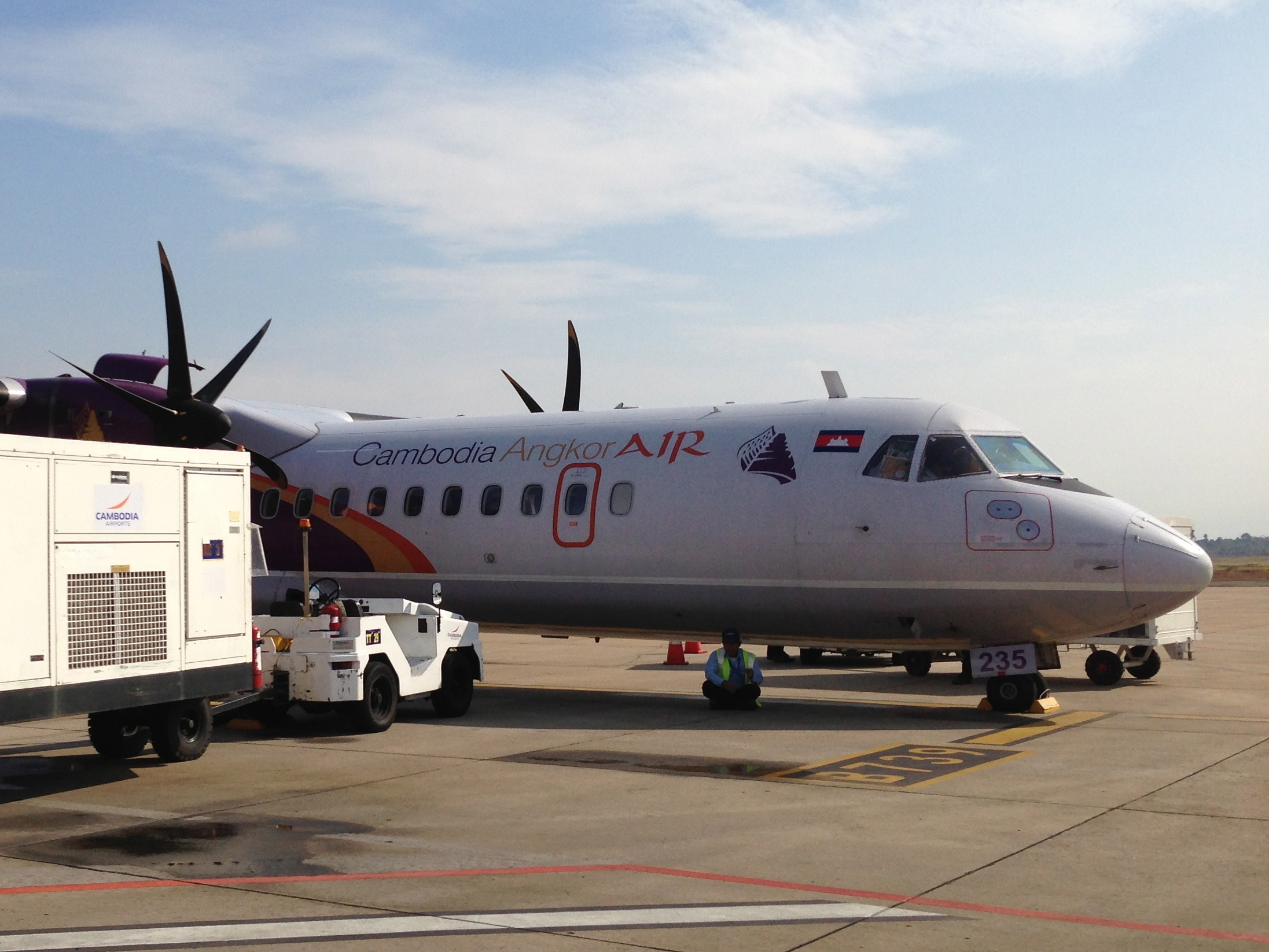
ATR72-500

  - Phnom Penh - Phnom Penhs internationella flygplats Main Hub
  - Siem Reap - Angkor Internationell flygplats Hub

Malaysia
- - Kuala Lumpur - Kuala Lumpurs internationella flygplats
- Vietnam
  - Ho Chi Minh-staden - Tan Son Nhat Internationell flygplats